# M275
M275 är en motorväg i Storbritannien. Detta är en kortare motorväg som är 3,2 kilometer lång som leder trafiken från motorvägen M27 in mot centrala Portsmouth.